# Bitis heraldica
Bitis heraldica är en ormart som beskrevs av Bocage 1889. Bitis heraldica ingår i släktet Bitis och familjen huggormar. Inga underarter finns listade.
Arten förekommer i Angola. Honor lägger inga ägg utan föder levande ungar. Arten lever i bergstrakter mellan 1300 och 2300 meter över havet. Den vistas i fuktiga skogar i klippiga regioner.
Beståndet hotas av svedjebruk. Flera exemplar dödas av människor som inte vill ha ormar nära sin bostad. IUCN listar arten som sårbar (VU).